# Hontoria de la Cantera
Hontoria de la Cantera è un comune spagnolo di 151 abitanti situato nella comunità autonoma di Castiglia e León.

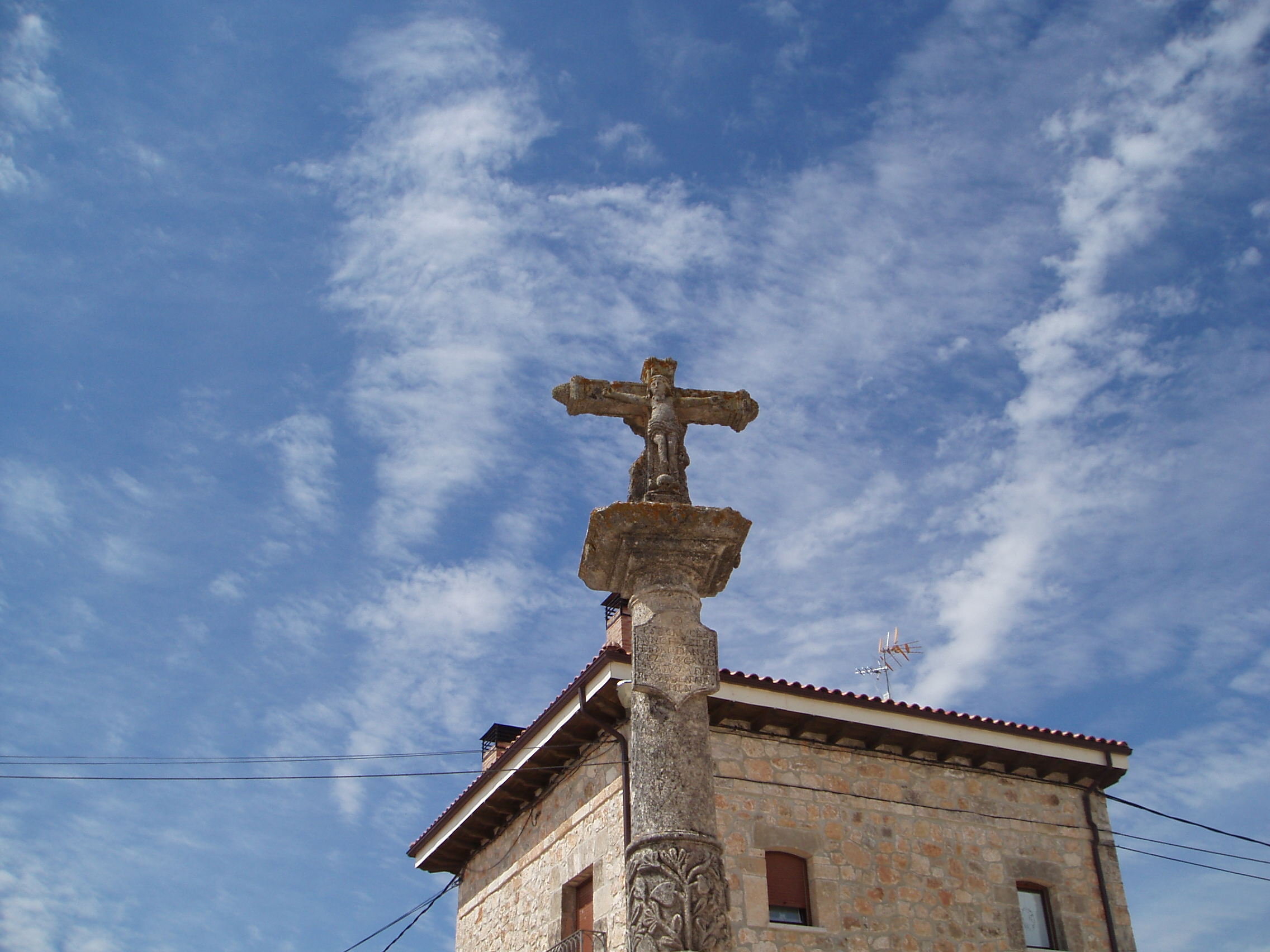
Il Cristo di Hontoria